# Henrik Nicolai Clausen
Pour les articles homonymes, voir Clausen.
Henrik Nicolai Clausen, né le 22 avril 1793 et mort le 28 mars 1877, est un théologien danois et un homme politique, membre du Parti national libéral (en).

## Biographie
Henrik Nicolai Clausen est né à Maribo, sur l'île de Lolland, fils de l'aumônier résident et plus tard prévôt H. G. Clausen (1759-1840) et de Sophia M. Schiern (1769-1817). Il est le frère aîné du théologien Emil Theodor Clausen (1802-1851). La famille déménage à Copenhague quand il a quatre ans. En 1809, il sort diplômé de la Metropolitanskolen.
Clausen devient étudiant en 1809 et candidat en théologie en 1813. Il remporte la médaille d'or de l'université pour Fremstilling og Bedømmelse af Apologeternes Beviser for Kristendommen imod hedenske og jødiske Modstandere en 1815 et devient docteur en philosophie en 1817.

## Carrière
À partir de 1820, il occupe une chaire de professeur de théologie à l'Université de Copenhague où son rationalisme théologique influença Magnús Eiríksson (en) et fut l'un des professeurs de Søren Kierkegaard.
Il écrit, parmi divers ouvrages, Catholicismens og Protestantismens Kirkeforfatning, Lære og Ritus (« Constitution, doctrine et rituel de l'Église du catholicisme et du protestantisme », 1825) ; « Discours populaires sur la Réforme » (1836) et un commentaire sur les évangiles synoptiques (Fortolkning til de synoptiske Evangelier, 1850).
En 1840, il est choisi comme député aux États et, vers la fin de 1848, nommé membre du cabinet Moltke II (en). Il est membre de l'Assemblée nationale constitutionnelle de 1848 à 1849, du Folketing de 1849 à 1853 et du Landsting de 1853 à 1863.

## Vie privée
Clausen épouse le 8 décembre 1821, à l'église Notre-Dame de Copenhague, Birgitte Francisca Swane (1797-1875), fille du brasseur et marchand de bois Hans Swane (1753-1803) et de Johanne Marie Gad (1767-1842). Ils sont les parents du théologien Johannes Clausen (1830-1905).
Il meurt le 27 mars 1877 à Copenhague et est enterré au cimetière Assistens dans cette même ville.

## Récompenses et commémoration
Un portrait de lui par Christian Albrecht Jensen (1827) et un autre par Wilhelm Marstrand se trouvent dans la collection du Musée d'histoire nationale du château de Frederiksborg à Hillerød. Il est également représenté sur le portrait de groupe de Constantin Hansen représentant L'Assemblée nationale constituante (palais de Christiansborg). Herman Wilhelm Bissen (1858, Statens Museum for Kunst) a créé un buste le représentant. Une version agrandie de celui-ci, créée par son fils Vilhelm Bissen, est installée devant l'Université de Copenhague sur Frue Plads (en) en 1878.
Une rue porte son nom dans les villes d'Aarhus (H. N. Clausens Gade) et de Gentofte (H. N. Clausens Vej).

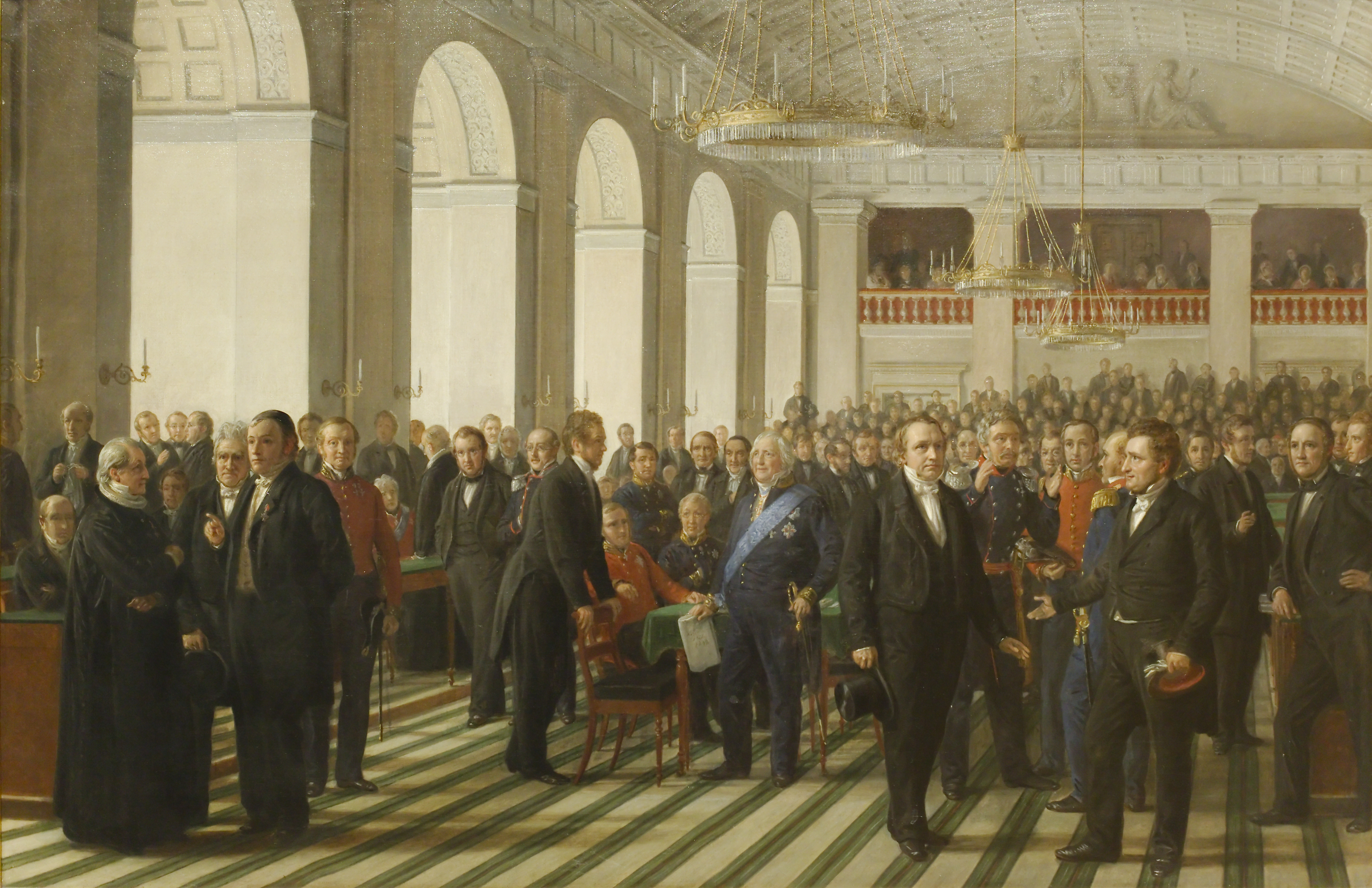
L'Assemblée nationale constituante par Constantin Hansen (1861)
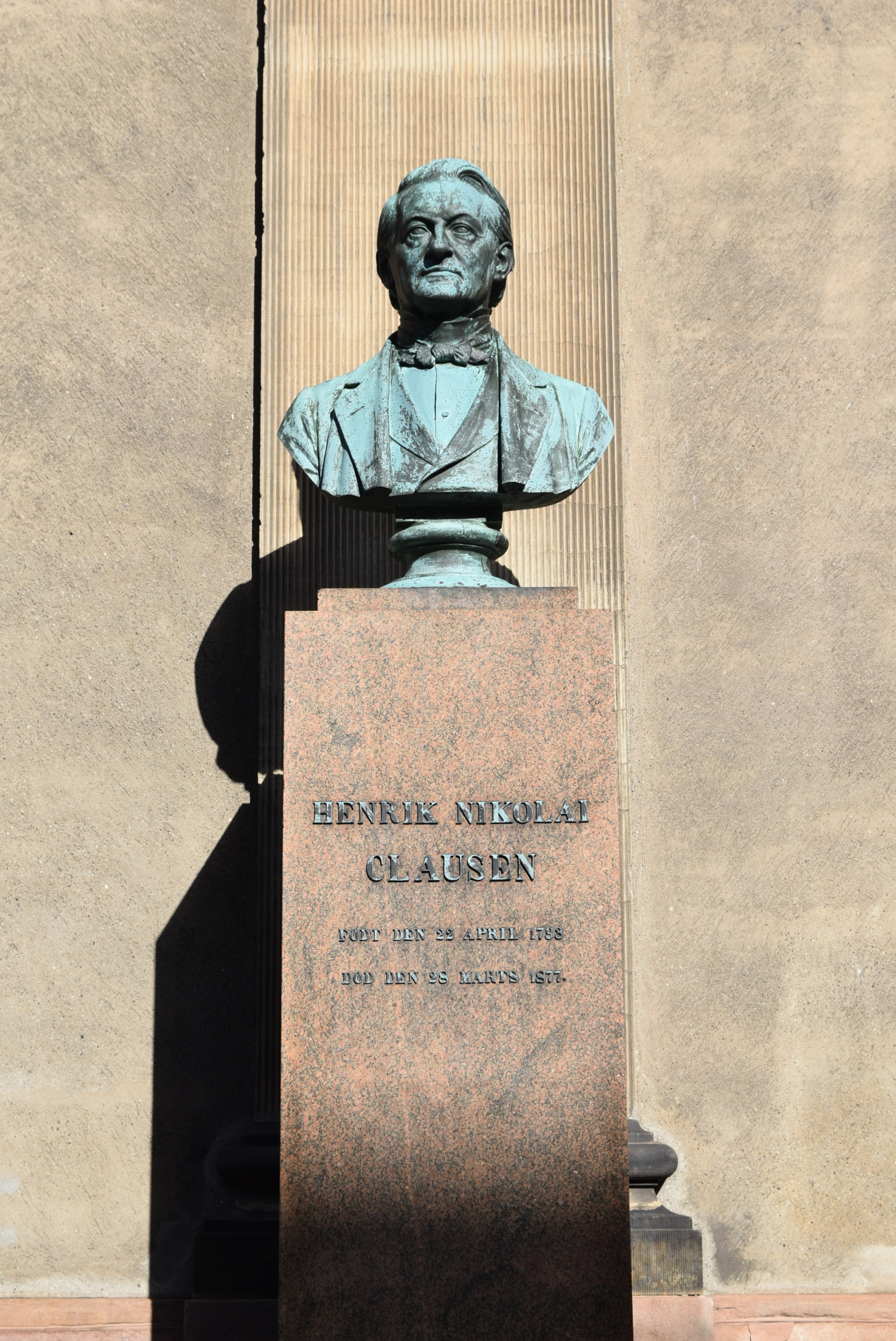
Buste d'Henrik Nicolai Clausen par Vilhelm Bissen (1878)

## Œuvres
Liste non exhaustive
- (da) Catholicismens og Protestantismens Kirkeforfatning, Lære og Ritus, 1825
- (da) Fortolkning til de synoptiske Evangelier, 1850
- (da) Optegnelser om mit Lævneds og min Tids Historie, 1877, autobiographie